# サミー・ヘルバシオ
サムエル・ヘルバシオ（Samuel Gervacio , 1985年1月10日 - ）は、ドミニカ共和国アト・マジョール州出身のプロ野球選手（投手）。右投右打。現在は、フリーエージェント（FA）。

## 経歴

### プロ入りとアストロズ時代
2002年12月にヒューストン・アストロズと契約を結びプロ入り。
2003年と2004年はルーキー級ドミニカン・サマーリーグ・アストロズでプレー。
2005年はルーキー級グリーンビル・アストロズとA級レキシントン・レジェンズで合計26試合に登板して、4勝2敗8セーブ、防御率2.30の成績を残した。
2007年にAA級コーパスクリスティ・フックスに初昇格。A+級セイラム・アバランチと合計で52試合に登板して、4勝5敗18セーブ5ホールド、防御率2.31の成績を残した
2008年にAAA級ラウンドロック・エクスプレスに初昇格。AA級コーパスクリスティと合計で50試合に登板して、3勝5敗5セーブ5ホールド、防御率3.93の成績を残した。
2009年7月30日にアストロズとメジャー契約を結び、アクティブ・ロースター入りした。8月14日にミルウォーキー・ブルワーズ戦でメジャー初登板を果たし、2回を無失点に抑える活躍を見せた。同年はメジャーで29試合に登板して、1勝1敗6ホールド、防御率2.14と好成績を残した。
2010年は開幕から不安定な投球が続き、わずか6試合の登板で防御率12.27に終わって5月4日にマイナーに降格。その後メジャーに再昇格することはなかった。オフの11月2日にFAとなった。11月15日にマイナー契約で再契約した。
2011年はメジャー昇格の機会はなく、オフの11月2日にFAとなった。

### メキシカンリーグ時代
2012年5月8日にメキシカンリーグのアグアスカリエンテス・レイルロードメンと契約。クローザーとして38試合に登板して、2勝4敗22セーブ、防御率3.72の成績を残した。
2013年もアグアスカリエンテスと契約し、クローザーとして16セーブを挙げたものの防御率5点台に終わり、6月22日に自由契約となった。

### BC信濃時代
2013年7月18日に、ベースボール・チャレンジ・リーグの信濃グランセローズに入団することが発表された。登録名は「サミー」。
リリーフとして14試合（14回2/3）に登板し、2勝0敗、防御率2.45、21奪三振と好成績を挙げたが、入団からおよそ2ヶ月後の9月13日に退団することが発表された。この年、信濃はサミー退団後も外国人選手の退団が相次いだ。

### BC信濃退団後
2014年は秋まではいずれの球団にも所属せず、オフのドミニカのウインターリーグでプレーした。
2015年から2016年までは、アメリカ独立リーグ・アトランティックリーグのブリッジポート・ブルーフィッシュに所属した。またオフにはベネズエラのウィンターリーグでプレーした。
2017年は、パシフィック・アソシエーションのヴァレーホ・アドミラルズに所属。またオフにはベネズエラのウィンターリーグでプレーした。
2018年から2019年までは、アトランティックリーグのニューブリテン・ビーズに所属。またオフにはコロンビアのウィンターリーグでプレーした。
2020年2月13日にアトランティックリーグのロード・ウォーリアーズと契約したが、リーグ開催中止のためプレーすることはなかった。

## プレースタイル
スリークォーター気味のフォームから繰り出す直球は最速150km/h。カーブやスライダーなど変化球の制球も良いという評判だった。

## 詳細情報

### 年度別投手成績
| 年 度    | 球 団    | 登 板 | 先 発 | 完 投 | 完 封 | 無 四 球 | 勝 利 | 敗 戦 | セ 丨 ブ | ホ 丨 ル ド | 勝 率 | 打 者 | 投 球 回 | 被 安 打 | 被 本 塁 打 | 与 四 球 | 敬 遠 | 与 死 球 | 奪 三 振 | 暴 投 | ボ 丨 ク | 失 点 | 自 責 点 | 防 御 率 | W H I P |
| -------- | -------- | ----- | ----- | ----- | ----- | -------- | ----- | ----- | -------- | ----------- | ----- | ----- | -------- | -------- | ----------- | -------- | ----- | -------- | -------- | ----- | -------- | ----- | -------- | -------- | ------- |
| 2009     | HOU      | 29    | 0     | 0     | 0     | 0        | 1     | 1     | 0        | 6           | .500  | 83    | 21.0     | 16       | 1           | 8        | 3     | 1        | 25       | 0     | 0        | 5     | 5        | 2.14     | 1.14    |
| 2010     | HOU      | 6     | 0     | 0     | 0     | 0        | 0     | 1     | 0        | 0           | .000  | 21    | 3.2      | 4        | 1           | 5        | 0     | 0        | 3        | 1     | 1        | 6     | 5        | 12.27    | 2.46    |
| MLB：2年 | MLB：2年 | 35    | 0     | 0     | 0     | 0        | 1     | 2     | 0        | 6           | .333  | 104   | 24.2     | 20       | 2           | 13       | 3     | 1        | 28       | 1     | 1        | 11    | 10       | 3.65     | 1.34    |

- 2018年度シーズン終了時

### 年度別守備成績
| 年 度 | 球 団 | 投手（P） | 投手（P） | 投手（P） | 投手（P） | 投手（P） | 投手（P） |
| 年 度 | 球 団 | 試 合     | 刺 殺     | 補 殺     | 失 策     | 併 殺     | 守 備 率  |
| ----- | ----- | --------- | --------- | --------- | --------- | --------- | --------- |
| 2009  | HOU   | 29        | 2         | 0         | 0         | 0         | 1.000     |
| 2010  | HOU   | 6         | 0         | 1         | 1         | 0         | .500      |
| MLB   | MLB   | 35        | 2         | 1         | 1         | 0         | .750      |

- 2018年度シーズン終了時

### 記録
MLB
- 初登板：2009年8月14日、対ミルウォーキー・ブルワーズ戦（ミラー・パーク）、5回裏に2番手で救援登板、2回無失点
- 初奪三振：同上、5回裏にマイク・キャメロンから見逃し三振
- 初勝利：2009年8月19日、対フロリダ・マーリンズ戦（ミニッツメイド・パーク）、5回表に3番手で救援登板、1/3回無失点
- 初ホールド：2009年8月22日、対アリゾナ・ダイヤモンドバックス戦（ミニッツメイド・パーク）、8回表に3番手で救援登板、1/3回無失点

### 独立リーグでの投手成績
BCリーグ
| 年 度     | 球 団     | 登 板 | 勝 利 | 敗 戦 | セ 丨 ブ | 完 投 | 勝 率 | 投 球 回 | 打 者 | 被 安 打 | 被 本 塁 打 | 奪 三 振 | 与 四 球 | 与 死 球 | 失 点 | 自 責 点 | 暴 投 | ボ 丨 ク | 失 策 | 防 御 率 | W H I P |
| --------- | --------- | ----- | ----- | ----- | -------- | ----- | ----- | -------- | ----- | -------- | ----------- | -------- | -------- | -------- | ----- | -------- | ----- | -------- | ----- | -------- | ------- |
| 2013      | 信濃      | 14    | 2     | 0     | 0        | 0     | 1.000 | 14.2     | 62    | 9        | 0           | 21       | 7        | 2        | 5     | 4        | 0     | 3        | 0     | 2.45     | 1.13    |
| 通算：1年 | 通算：1年 | 14    | 2     | 0     | 0        | 0     | 1.000 | 14.2     | 62    | 9        | 0           | 21       | 7        | 2        | 5     | 4        | 0     | 3        | 0     | 2.45     | 1.13    |

### 背番号
- 63 （2009年 - 2010年）
- 98 （2013年途中 - 2013年終了）